# قطاع الإقلاع
قطاع الإقلاع أو قطاع البدء (بالإنجليزية: Boot Sector)‏ هو مخزن نظام التشغيل الذي يبدء إقلاع النظام من خلاله، غالباً ما يكون القرص الصلب أو القرص المرن أو أي وسيلة تخزين بيانات مشابهة، يحتوي هذا القطاع على على نظام التشغيل والملفات الضرورية للنظام.

## أنواع قطاعات الإقلاع
هناك نوعان أساسيان من قطاعات الإقلاع:
- سجل الإقلاع الرئيسي سجل الإقلاع الرئيسي هو أول قطاع على إحدي وحدات التخزين التي تم تقسيمها مسبقـًا. ويحتوي على شفرة تقوم بتحديد مكان القسم النشط (Active partition) وباستدعاء قطاع الإقلاع للقسم Volume Boot Record. إذن فالشيفرة الموجودة في هذا السجل هي القادرة على فهم تقسيمة القرص.
- قطاع اقلاع القسم Volume Boot Record هو أول قطاع على إحدى وحدات التخزين التي لم يتم تقسيمها بعد، أو هو أول قطاع على أحد أقسام وحدة التخزين تم تقسيمها مسبقـًا. ويحتوي على شيفرة لتحميل نظام التشغيل المثبت على وحدة التخزين تلك أو على ذلك القسم. ويتطلب هذا الأمر وجود الشفرة السداسية عشر "55AA" في نهاية القطاع وتسمي بتوقيع شيفرة الإقلاع. وإذا لم يجد برنامج الـ بيوس (نظام الإدخال والإخراج الأساسي) أو الـ MBR (سجل الإقلاع الرئيسي) تلك الشفرة فستظهر حينئذٍِ رسالة خطأ وسيتوقف تحميل نظام التشغيل.

و نظام الإدخال والإقلاع الرئيسي بيوس على الأجهزة المتوافقة مع آي بي إم لا يستطيع أن يميز بين هذين النوعين. فيقوم البرنامج المسئول عن الأجهزة برنامج ثابت بتحميل وتشغيل أول قطاع على وحدة التخزين، فلو كانت تلك الوحدة قرصـًا مرنـًا فسيكون سجل إقلاع القسم Volume Boot Record. ولو كانت قرصـًا صلبـًا فسيكون سجل إقلاع رئيسيـًا سجل الإقلاع الرئيسي.